# Mickey McGee
Mickey McGee (New Orleans, 25 ottobre 1947 – Los Angeles, 20 luglio 2020) è stato un batterista statunitense noto prevalentemente per la sua attività di turnista, che lo portò a collaborare spesso con Linda Ronstadt.

## Biografia
Divenne conosciuto  nei primi anni 1970 grazie al produttore discografico John Boylan. Boylan assunse McGee per suonare nell'album di Linda Ronstadt del 1973, Don't Cry Now, che divenne disco d'oro due anni dopo. Dopo l'uscita di Don't Cry Now, McGee andò in tour con la Ronstadt, e successivamente collaborò con Jackson Browne, per il quale suonò la batteria in For Everyman.
Man mano che McGee cominciava a farsi notare, cresceva anche la sua reputazione, e iniziò a collaborare anche con Juice Newton e Lee Clayton, e nel 1976 fece da turnista ai Flying Burrito Brothers, dopodiché tornò a collaborare con J.D. Souther, e si unì al supergruppo Souther-Hillman-Furay Band.
Oltre agli artisti precedentemente menzionati, McGee ha avuto modo di collaborare con artisti come Bobbie Gentry, Billy Joel, Warren Zevon, Maureen McGovern e Peter Asher.
Morì il 20 luglio 2020, a causa di complicazioni da Covid-19.

## Discografia

### Con i Goose Creek Symphony
- Goose Creek Symphony (1970)
- Welcome to Goose Creek (1971)
- Words of Ernest (1972)
- Do Your Thing But Don't Touch Mine (1974)

### Solista
- 1982 - Loving Out Guitar

### Collaborazioni
- 1972 - Artist Proof - Chris Arrows
- 1972 - John David Souther - J.D. Souther
- 1973 - Don't Cry Now - Linda Rondstad
- 1975 - Two Sides of the Moon - Keith Moon
- 1976 - Terence Bolan - Terence Bolan
- 1978 - Play to Win - Rick Nelson
- 1998 - In My Own Way - Michael Bruce
- 2000 - 3 for One - Linda Rondstad